# 黑潮寶螺
黑潮寶螺（学名：Palmadusta contaminata）为一個海螺的物種，是寶螺科下的腹足綱軟體動物。舊屬寶螺屬，今屬焦掌贝属。

## 亞種
本物種有下列兩個亞種：
- Palmadusta contaminata contaminata (Sowerby I, 1832)
- Palmadusta contaminata distans Schilder

## 分佈
本物種見於印度洋沿Mascarene Basin, 毛里求斯、留尼汪及坦桑尼亞一路，也見於西太平洋的台灣花蓮石梯坪及新北市貢寮鄉蚊子坑。

## 外部連結
- 維基物種上的相關：黑潮寶螺